# Камышинская (деревня)
Камы́шинская — деревня в Абатском районе Тюменской области России. Входит в состав Партизанского сельского поселения.

## География
Деревня находится в юго-восточной части Тюменской области, в лесостепной зоне, в пределах Ишимской равнины, вблизи истока реки Абак (приток Ишима), на расстоянии примерно 24 км (по прямой) к юго-востоку от села Абатское, административного центра района. Абсолютная высота — 112 м над уровнем моря.

### Часовой пояс
Камышинская, как и вся Тюменская область, находится в часовой зоне МСК+2. Смещение применяемого времени относительно UTC составляет +5:00.

## Население
| 1989 | 2002 | 2010 |
| ---- | ---- | ---- |
| 198  | ↘139 | ↘97  |

Гендерный состав
По данным Всероссийской переписи населения 2010 года, в гендерной структуре населения мужчины составляли 50,5 %, женщины — соответственно 49,5 %.
Национальный состав
Согласно результатам переписи 2002 года, в национальной структуре населения русские составляли 88 % из 139 чел.

## Инфраструктура
В деревне функционирует фельдшерско-акушерский пункт.

## Улицы
- ул. 8 Марта,
- ул. Мира,
- ул. Победы,
- ул. Школьная[7].